# Friedrich Hasenöhrl
Friedrich (Fritz) Hasenöhrl (Vienna, 30 novembre 1874 – Folgaria, 7 ottobre 1915) è stato un fisico austriaco.

## Biografia

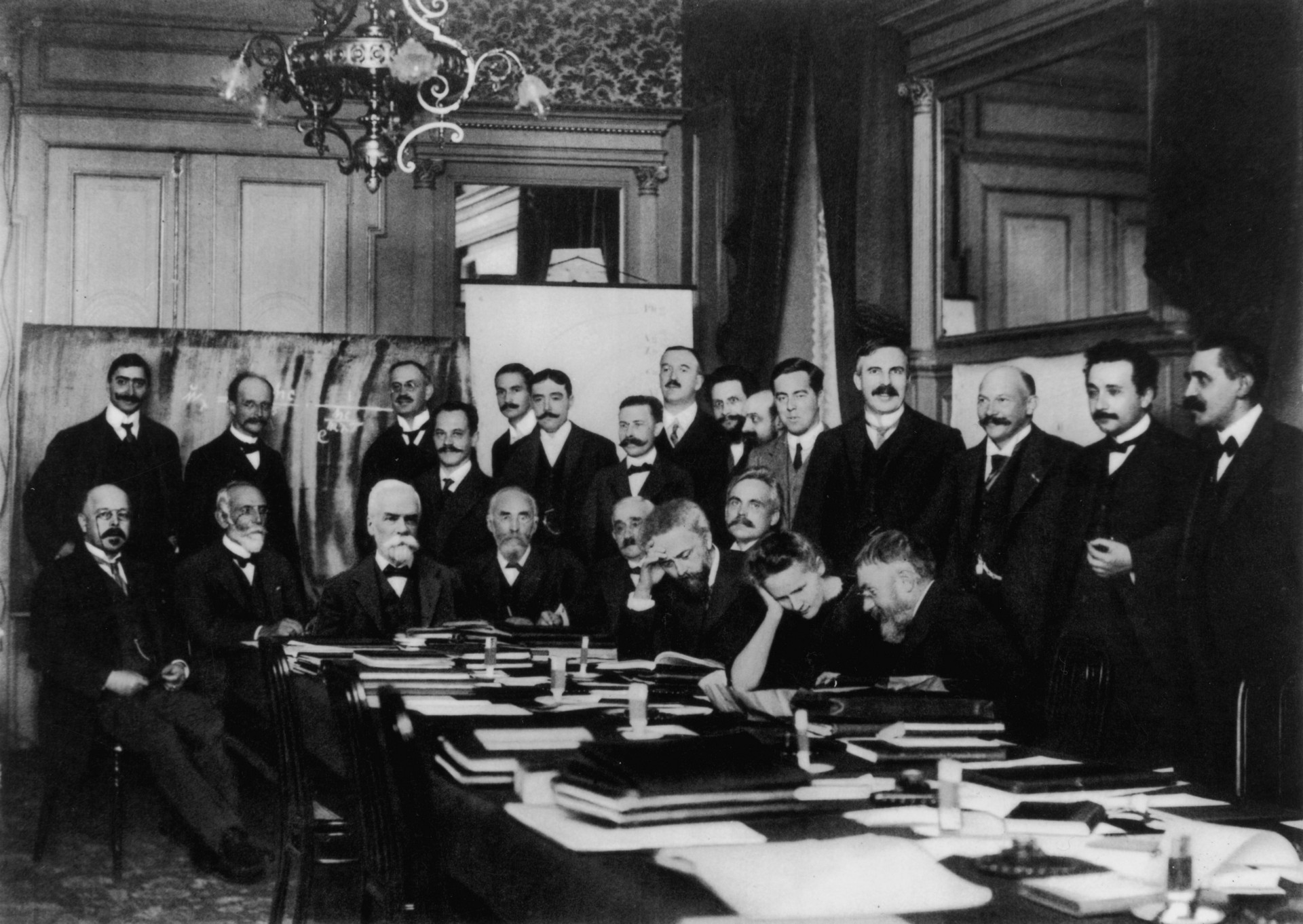
I partecipanti del Congresso Solvay del 1911

Nacque il 30 novembre 1874 a Vienna. Suo padre era un avvocato, mentre la madre proveniva da una famiglia aristocratica.
Studiò scienze presso l'Università di Vienna sotto la guida di Josef Stefan e Ludwig Boltzmann, ottenendo il dottorato nel 1896. Nel 1907 divenne, succedendo a Boltzmann, direttore del dipartimento di Fisica teorica.  Fu docente di fisici che diverranno famosi, tra cui Erwin Schrödinger.
Nel 1911 prese parte alla prima Conferenza Solvay, che vide la partecipazione - tra gli altri - di Walther Nernst, Hendrik Lorentz, Jean Baptiste Perrin, Wilhelm Wien, Marie Curie, Henri Poincaré, Max Planck e Marcel Brillouin, padre di Léon Brillouin.
Hasenöhrl si arruolò volontariamente nell'esercito austro-ungarico durante la prima guerra mondiale, e combatté sul fronte del tirolese, dove venne ferito. Una volta guarito, tornò in guerra e morì in combattimento il 7 ottobre 1915 colpito da una granata..

## L'equivalenza massa-energia
In due articoli del 1904 propose l'equazione:
{\displaystyle m={\frac {8}{3}}{\frac {E}{c^{2}}}}.
La corresse nel 1905 nella forma:
{\displaystyle m={\frac {4}{3}}{\frac {E}{c^{2}}}}.
Solo nel 1914 il matematico Ebenezer Cunningham rilevò l'errore di Hasenöhrl e mostrò che la formulazione esatta della sua equazione era in effetti
E=mc², stabilita da Albert Einstein nel 1905.  Bisogna aggiungere che  Hasenöhrl non fu l'unico a sostenere tale proporzionalità tra massa inerziale ed energia elettromagnetica. Dopo J. J. Thomson nel 1881, molti fisici quali Wilhelm Wien (1900), Max Abraham (1902) ed Hendrik Lorentz (1904) avanzarono proposte analoghe (anche se con costanti di proporzionalità differenti) per la cosiddetta massa elettromagnetica, che esprime il contributo dell'energia elettromagnetica alla massa totale dei corpi carichi. Infine, Henri Poincaré nel 1900 utilizzò implicitamente m=E/c2 per la massa dovuta all'energia elettromagnetica.